# Peter Vogt (1685-1767)
Peter Vogt (født 9. december 1685 i Christiania, død 8. oktober 1767) var en norsk trælasthandler, assessor i overhofretten, lagmand og konferensråd.
Forældrene var kommerceråd og trælasthandler Poul Petersen Vogt (død 1708) og Christiane Broumann (død 1742). Faren hørte, som utallige af Norges handelsborgere i den tid, hjemme i Sønderjylland og var en af Christianias betydeligste købmænd. Sønnen etablerede sig først i forening med en bror, siden alene. Et interessant vidnesbyrd om den anseelse, han allerede som ung havde vundet, er det, at da de købmænd i Amsterdam, som handlede på Norge, i 1719 indgav et (vistnok henlagt) andragende til generalstaterne om oprettelse af et konsulat i Christiania, udpegede de Vogt som den, de helst så ansat som konsul. Ved siden af en stor og aldrig afbrudt handelsvirksomhed kom Vogt til at anvendes i offentlige hverv og embeder. Han tog en fremtrædende del i den bekendte. matrikuleringskommissions arbejder og rejser, og da kommissionen 1724 opløstes, udnævntes han til justitsråd, den eneste godtgørelse, han fik for arbejdet. Efter at have fungeret en tid som (ulønnet) assessor i overhofretten, udnævntes han 1722 til lagmand i Christiania, fra hvilken stilling han 1762 søgte afsked med pension og således, at han på livstid beholdt den store og smukke embedsgård Fornebo i byens nærhed. Her døde han 8. oktober 1767. Flere gange havde han fungeret som midlertidig stiftsbefalingsmand, og ved Frederik 5.’s besøg i Norge 1749 udnævntes han til konferensråd. Ved trælasthandel, skibsrederi osv. havde han erhvervet formue og betydelige faste ejendomme. Han var 1718 bleven gift med Elsebeth Magdalene Heins (1701 – 1766), datter af magistratspræsident i Christiania Hans Joachim Heins og Maren Must. Ægteskabet var barnløst, og Vogt var den sidste mand af denne familie i Norge. Den senere der i landet meget fremtrædende æt Vogt nedstammer fra hans søster.